# Terrel Harris
Terrel Harris, né le 10 août 1987 à Dallas, au Texas, est un joueur américain de basket-ball. Il évolue au poste d'arrière.

## Biographie
Alors qu'au début de la saison 2013-2014 il est transféré aux Trail Blazers de Portland en compagnie de Robin Lopez, Terrel Harris est suspendu cinq matches pour dopage par la NBA. Le 23 septembre 2013, il est coupé par la franchise de l'Oregon.

## Palmarès
- Champion NBA en 2012 avec le Heat de Miami.
- Champion de la Conférence Est de NBA en 2012 avec le Heat de Miami.
- Champion de la Division Sud-Est en 2012 avec le Heat de Miami.